# لعيايطة (لهيالمة 2)
لعيايطة هو دُوَّار يقع بجماعة لمهارزة الساحل، إقليم الجديدة، جهة الدار البيضاء سطات في المملكة المغربية. ينتمي الدوّار لمشيخة لهيالمة 2 التي تضم 8 دواوير. يقدر عدد سكانه بـ 1497 نسمة حسب الإحصاء الرسمي للسكان والسكنى لسنة 2004.

## روابط خارجية
- البوابة الوطنية للجماعات الترابية نسخة محفوظة 12 مارس 2018 على موقع واي باك مشين.
- المندوبية السامية للتخطيط